# Alsens landskommun
Alsens landskommun var en tidigare kommun i Jämtlands län. Centralort var Hov och kommunkod 1952-1973 var 2318.

## Administrativ historik
Alsens landskommun inrättades den 1 januari 1863 i Alsens socken i Jämtland när 1862 års kommunalförordningar trädde i kraft.
Genom kommunreformen 1952 flyttades en del av Ytterån från Alsen till Näskotts församling i Rödöns landskommun. År 1971 infördes enhetlig kommuntyp och Alsens landskommun ombildades därmed, utan någon territoriell förändring, till Alsens kommun. Tre år senare uppgick dock kommunen i nybildade Krokoms kommun.

### Kyrklig tillhörighet
I kyrkligt hänseende tillhörde kommunen Alsens församling.

## Kommunvapen
Alsens landskommun förde inte något vapen.

## Geografi
Alsens landskommun omfattade den 1 januari 1952 en areal av 500,45 km², varav 449,04 km² land.

### Tätorter i kommunen 1960
I Alsens landskommun fanns tätorten Trångsviken, som hade 215 invånare den 1 november 1960. Tätortsgraden i kommunen var då 12,3 procent.

## Politik
Det första kommunalstämmoprotokollet är daterat den 28 februari 1863. Liksom i många andra landskommuner dominerade under de första åren jordbruks- och fattigvårdsfrågor. På 1880- och 1890-talen blev järnvägs- och vägfrågorna dominerande. År 1881 kom mellanriksbanan mellan Östersund och Storlien till Trångsviken i Alsen. År 1875 tillsattes en polis för Undersåkers och Offerdals tingslag och 1899 beslutades att Alsens och Näskotts socknar skulle bilda ett läkardistrikt. En annan fråga som diskuterades under många år var utbildningsväsendet i Alsen.

### Mandatfördelning i valen 1938–1970

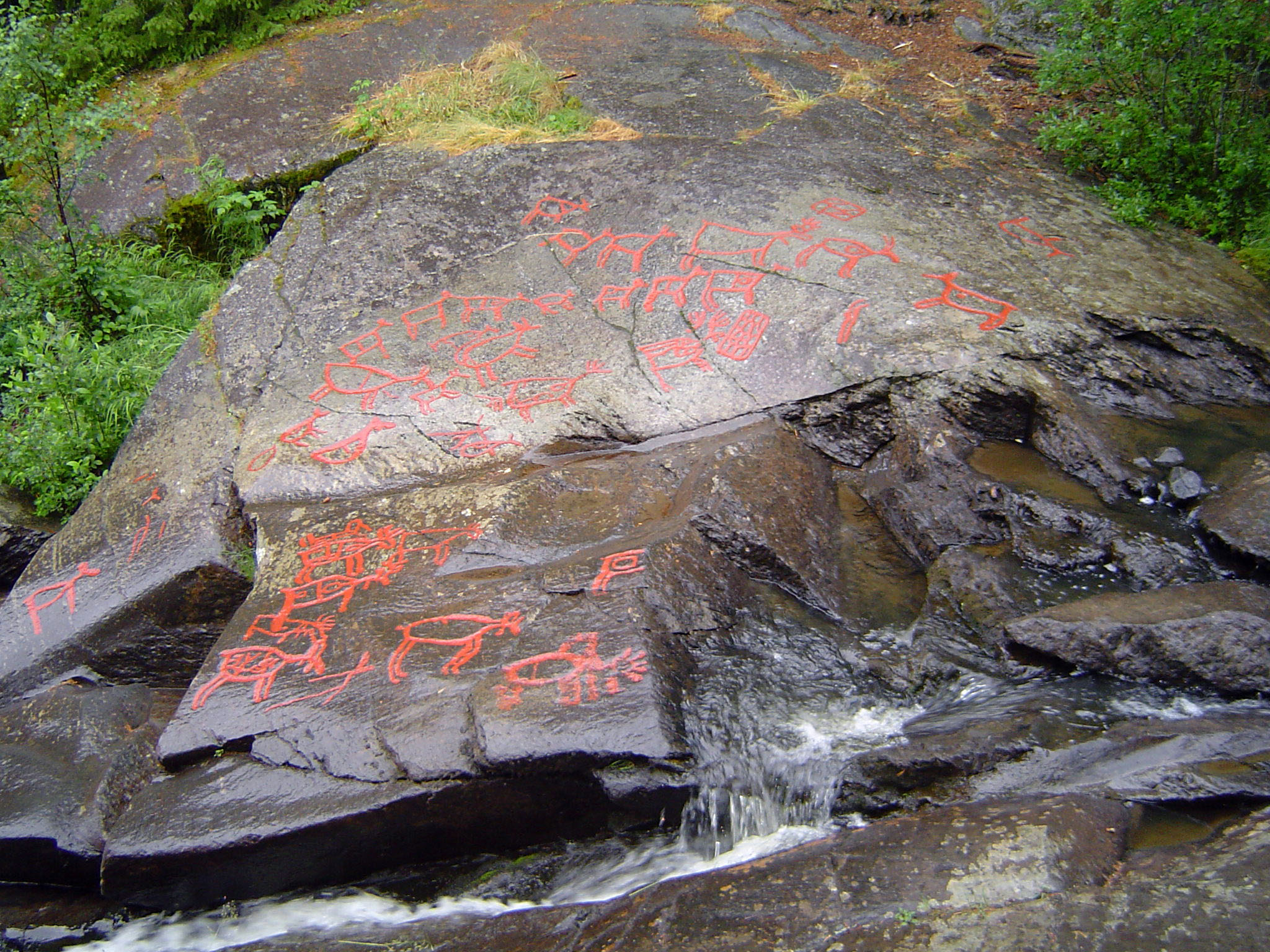
Hällristningarna vid Glösa.

|  | 13 | 2 | 5 | 4 |

| 25 |

| 2 | 12 | 3 | 4 | 4 |

| 24 |

| 3 | 11 | 4 | 4 | 3 |

| 24 |

|  | 13 | 5 | 4 | 2 |

| 24 |

|  | 12 | 5 | 3 | 4 |

| 24 |

|  | 11 | 6 | 2 | 5 |

| 24 |

|  | 11 | 6 | 3 | 4 |

| 25 |

|  | 11 | 7 | 2 | 4 |

| 24 |

|  | 11 | 7 | 3 | 3 |

| 24 |

### Fotnoter
1. ↑  Bo Öhngren (red.), GEOKOD : en kodlista för den administrativa indelningen i Sverige 1862-1951, Uppsala universitet, 1977, ISBN 978-91-554-0552-6.[källa från Wikidata]
2. ↑  Per Andersson: Sveriges kommunindelning 1863-1993, Draking, Mjölby 1993, ISBN 91-87784-05-X, s. 94
3. ↑   (PDF) Folkräkningen den 31 december 1950, I, Areal och folkmängd inom särskilda förvaltningsområden m.m., Tätorter. Stockholm: Statistiska centralbyrån. 1952-05-19. sid. 113. Arkiverad från originalet den 1 oktober 2014. https://www.webcitation.org/6T09ZkyrB?url=http://www.scb.se/Grupp/Hitta_statistik/Historisk_statistik/_Dokument/SOS/Folkrakningen_1950_1.pdf. Läst 9 oktober 2014
4. ↑  SCB Folkräkningen 1960 del 2 Arkiverad 24 september 2015 hämtat från the Wayback Machine. sida 44 i pdf:en

- Se kartdata överlagrat på OSM (Kartdata)